# Campeonato Sul-Americano de Voleibol Feminino de 1989
O 18º Campeonato Sul-Americano de Voleibol Feminino foi realizado no ano de 1989 em Curitiba, Brasil.

## Tabela Final
| Posição | Equipe    |
| ------- | --------- |
|         | Peru      |
|         | Brasil    |
|         | Argentina |
| 4       | Venezuela |
| 5       | Paraguai  |
| 6       | Uruguai   |

## Premiação
| Campeonato Sul-Americano de Voleibol Feminino de 1989 |
| border.                                               |
| ----------------------------------------------------- |
| Peru (11º título)                                     |